# Rowlandius ramosi
Rowlandius ramosi är en spindeldjursart som beskrevs av Armas 2002. Rowlandius ramosi ingår i släktet Rowlandius och familjen Hubbardiidae. Inga underarter finns listade i Catalogue of Life.